# Notiospathius rugonotum
Notiospathius rugonotum är en stekelart som beskrevs av Marsh 2002. Notiospathius rugonotum ingår i släktet Notiospathius och familjen bracksteklar. Inga underarter finns listade i Catalogue of Life.